# Jirayu La-ongmanee
Kao Jirayu La-ongmanee (จิรายุ ละอองมณี; Rayong, 29 de outubro de 1995), também conhecido como "Kao" (เก้า), é um ator e cantor tailandês. Ele já atuou em várias novelas e filmes tailandeses, e fez publicidade e trabalhos como modelo.
Kao Jirayu vive com sua mãe Woranuch La-ongmanee em Bangkok, e é estudante da Amatyakul School. Ele foi profissionalmente aos cinco anos de idade, quando a sua mãe acompanhava o filho de uma amiga em um teste para modelos. Ele, então, começou a atuar em várias telenovelas tailandesas, tornando-se amplamente conhecido por seu papel como Santi, uma criança difícil, em Fa Krachang Dao, exibida em 2005. Ele foi então convidado para tentar um papel cinematográfico em King Naresuan, no qual ele interpretou o papel de jovem Boonthing. Ele já atuou em outros quatro longas-metragens e tem inúmeras trabalhos na televisão, publicidade e modelagem de obras.
Como cantor, lançou singles como "Wi Na Tee Diew Tao Nan" e "Toom Yhu Nai Jai".